# Кваліфікація Ліги чемпіонів УЄФА 2022—2023
Кваліфікація Ліги чемпіонів УЄФА 2022—2023 розпочалась 21 червня та завершилася 24 серпня 2022.
52 команд змагаються за 6 путівок до групового етапу Ліги чемпіонів УЄФА 2022—23, з яких 42 команди змагаються в шляху чемпіонів та 10 — в шляху нечемпіонів. 4 команди зі шляху чемпіонів та 2 зі шляху нечемпіонів проходять до групового етапу, де приєднаються до 26 команд, що потрапили до групового етапу напряму.
Час вказано за київським часом (EEST/UTC+3). Місцевий час, якщо відрізняється, вказано в дужках.

## Команди

### Шлях чемпіонів
До шляху чемпіонів потрапили усі чемпіони національних чемпіонатів, які не потрапили до групового етапу напряму. Шлях чемпіонів складається з:
- Попередній кваліфікаційний раунд (4 команди, що грають одноматчеві півфінали та фінал): у цьому раунді починають 4 команди.
- Перший кваліфікаційний раунд (30 команд): у цьому раунді починають 29 команд, до яких приєднається 1 переможець попереднього раунду.
- Другий кваліфікаційний раунд (20 команд): у цьому раунді починають 5 команд, до яких приєднаються 15 переможців першого кваліфікаційного раунду.
- Третій кваліфікаційний раунд (12 команд): у цьому раунді починають 2 команди, до яких приєднаються 10 переможців другого кваліфікаційного раунду.
- Раунд плей-оф (8 команд): у цьому раунді починають 2 команди, до яких приєднаються 6 переможців третього кваліфікаційного раунду.

Усі команди, що вибули зі шляху чемпіонів, потрапляють до Ліги Європи чи Ліги конференцій:
- 3 команди, що вибули в попередньому раунді та 15, що вибули в першому кваліфікаційному раунді потрапляють до другого кваліфікаційного раунду Ліги конференцій (шлях чемпіонів).
- 10 команд, що вибули в другому кваліфікаційному раунді, потрапляють до третього кваліфікаційного раунду Ліги Європи (шлях чемпіонів).
- 6 команд, що вибули в третьому кваліфікаційному раунді, потрапляють до раунду плей-оф Ліги Європи.
- 4 команди, що вибули у раунді плей-оф, потрапляють до групового етапу Ліги Європи.

Нижче наведено команди, що потрапили до шляху чемпіонів (разом зі своїми клубними коефіцієнтами 2022), згруповані за стартовим раундом.
| Значення кольорів                                                                                      |
| --- |
| Переможці раунду плей-оф (потрапляють до групового етапу)                                              |
| Команди, що програли у раунді плей-оф (груповий етап Ліги Європи)                                      |
| Команди, що програли у третьому кваліфікаційному раунді (раунд плей-оф Ліги Європи)                    |
| Команди, що програли у другому кваліфікаційному раунді (третій кваліфікаційний раунд Ліги Європи)      |
| Команди, що програли у першому кваліфікаційному раунді (другий кваліфікаційний раунд Ліги конференцій) |
| Команди, що програли у фіналі попереднього раунду (другий кваліфікаційний раунд Ліги конференцій)      |
| Команди, що програли у півфіналах попереднього раунду (другий кваліфікаційний раунд Ліги конференцій)  |

| Команда     | КК     |
| ----------- | ------ |
| Копенгаген  | 40.500 |
| Трабзонспор | 5.500  |

| Команда           | КК     |
| ----------------- | ------ |
| Црвена Звезда     | 46.000 |
| Аполлон (Лімасол) | 14.000 |

| Команда            | КК     |
| ------------------ | ------ |
| Динамо (Загреб)    | 49.500 |
| Олімпіакос         | 41.000 |
| Вікторія (Пльзень) | 31.000 |
| Маккабі (Хайфа)    | 7.000  |
| Цюрих              | 7.000  |

| Команда             | КК     |
| ------------------- | ------ |
| Карабах             | 25.000 |
| Мальме              | 23.500 |
| Лудогорець          | 23.000 |
| Шериф               | 22.500 |
| Клуж                | 19.500 |
| Буде-Глімт          | 17.000 |
| Ференцварош         | 15.500 |
| Марибор             | 14.000 |
| Слован (Братислава) | 13.000 |
| ГІК                 | 8.500  |
| Нью-Сейнтс          | 8.500  |
| Ф91 Дюделанж        | 8.500  |
| Жальгіріс           | 8.000  |
| Лінкольн Ред Імпс   | 7.250  |
| Шемрок Роверс       | 7.000  |
| Зриньські           | 7.000  |
| Сутьєска            | 6.250  |
| Шахтар (Солігорськ) | 6.250  |
| Клаксвік            | 6.250  |
| Лех (Познань)       | 6.000  |
| Гіберніанс          | 5.500  |
| Лінфілд             | 5.000  |
| Тобол               | 4.500  |
| Шкупі               | 4.500  |
| Пюнік               | 4.250  |
| РФШ                 | 4.000  |
| Динамо (Батумі)     | 3.250  |
| Тирана              | 2.750  |
| Балкані             | 1.633  |

| Команда           | КК    |
| ----------------- | ----- |
| ФКІ Левадія       | 4.750 |
| Ла Фіоріта        | 4.000 |
| Інтер (Ескальдес) | 3.000 |
| Вікінгур          | 1.075 |

### Шлях нечемпіонів
До шляху нечемпіонів потрапляють усі команди, які не стали чемпіонами своїх національних чемпіонатів (ліг) та не потрапили безпосередньо до групового етапу. Цей шлях складається з наступних раундів:
- Другий кваліфікаційний раунд (4 команди): у цьому раунді починають 4 команди.
- Третій кваліфікаційний раунд (8 команд): у цьому раунді починають 6 команд, до яких приєднаються 2 переможця другого кваліфікаційного раунду.
- Раунд плей-оф (4 команди): в цей раунд потрапляють 4 переможця третього кваліфікаційного раунду.

Усі команди, що вибули зі шляху нечемпіонів, потрапляють до Ліги Європи:
- 2 команди, що програли в другому кваліфікаційному раунді, потрапляють до третього кваліфікаційного раунду (основний шлях).
- 4 команди, що програли в третьому кваліфікаційному раунді та 2, що програли у раунді плей-оф, потрапляють до групового етапу.

Нижче наведено команди, що потрапили до шляху чемпіонів (разом зі своїми клубними коефіцієнтами 2022), згруповані за стартовим раундом.
| Значення кольорів                                                                                 |
| ------------------------------------------------------------------------------------------------- |
| Переможці раунду плей-оф (потрапляють до групового етапу)                                         |
| Команди, що програли у раунді плей-оф (груповий етап Ліги Європи)                                 |
| Команди, що програли у третьому кваліфікаційному раунді (груповий етап Ліги Європи)               |
| Команди, що програли у другому кваліфікаційному раунді (третій кваліфікаційний раунд Ліги Європи) |

| Команда           | КК     |
| ----------------- | ------ |
| Бенфіка           | 55.500 |
| Рейнджерс         | 50.250 |
| ПСВ               | 33.000 |
| Монако            | 26.000 |
| Штурм             | 7.770  |
| Уніон Сент-Жілуаз | 6.120  |

| Команда       | КК     |
| ------------- | ------ |
| Динамо (Київ) | 44.000 |
| Мідтьюлланн   | 19.000 |
| Фенербахче    | 14.500 |
| АЕК (Ларнака) | 7.500  |

## Формат
Усі раунди кваліфікації, за винятком попереднього раунду, проходять у двоматчевому форматі, де кожна з команд грає один з матчів вдома. Команда, яка забиває більше голів за сукупністю за двох ігор, проходить до наступного раунду. Якщо сума забитих голів є рівною, команди грають додатковий час. По закінченню додаткового часу команда, яка у додатковий час забила більше голів, проходить далі. Якщо під час додаткового часу жодна команда не забила, або команди забили однакову кількість голів, переможець визначається у серії післяматчевих пенальті.
У попередньому раунді команди грають між собою маленький «турнір», де команди грають два одноматчевих півфінали та фінальний матч, переможець якого проходить до наступного раунду. Команди, які перемогли у своїх півфінальних матчах, грають між собою у фінальному матчі. Усі матчі проходять на полі одного з учасників раунду. Якщо основний час закінчуються нічиєю, то команди грають додатковий час. Якщо у додатковий час переможця не виявлено, призначаються пенальті.
У кожному раунді суперники визначаються жеребкуванням. Для жеребкування, команди ділять порівну (на основі клубних коефіцієнтів УЄФА на початку сезону) на дві категорії — сіяні (перша половина команд з більшими коефіцієнтами) та несіяні (решта команд з меншими коефіцієнтами). Сіяні команди можуть зіграти лише з несіяними. Також за результатами жеребкування визначається, яка з команд зіграє перший матч вдома (або буде номінальним господарем у матчах попереднього раунду). Оскільки переможці попередніх раундів невідомі на момент проведення жеребкувань, розділення на сіяних-несіяних проводиться за припущенням, що команда з вищим коефіцієнтом буде переможцем пари (тобто, якщо команда з меншим коефіцієнтом перемагає за сумою двох матчів суперника з більшим коефіцієнтом, то у наступному раунді просто займає місце команди, коефіцієнт якої використовувався в жеребкуванні). Перед жеребкуваннями УЄФА може формувати «групи» відповідно до принципів, встановлених Комітетом Клубних змагань, але вони виключно для зручності проведення жеребкування (не впливають на саме змагання). За рішенням УЄФА, команди з асоціацій, що знаходяться у стані політичного конфлікту, за результатами жеребкування не можуть потрапити в одну пару (тобто, грати одна проти одної). Після жеребкування, УЄФА може поміняти, яка з команд грає перший матч вдома, через використання стадіону декількома командами, чи інших причин.

## Розклад матчів і жеребкувань
Розклад змагання наведено у таблиці нижче (усі жеребкування проводяться у штаб-квартирі УЄФА у  Ньйоні).
| Раунд                        | Дата жеребкування | Перші матчі                        | Матчі-відповіді                 |
| ---------------------------- | ----------------- | ---------------------------------- | ------------------------------- |
| Попередній раунд             | 7 червня 2022     | 21 червня 2022 (півфінальні матчі) | 24 червня 2022 (фінальний матч) |
| Перший кваліфікаційний раунд | 14 червня 2022    | 5-6 липня 2022                     | 12-13 липня 2022                |
| Другий кваліфікаційний раунд | 15 червня 2022    | 19-20 липня 2022                   | 26-27 липня 2022                |
| Третій кваліфікаційний раунд | 18 липня 2022     | 2-3 серпня 2022                    | 9 серпня 2022                   |
| Раунд плей-оф                | 1 серпня 2022     | 16-17 серпня 2022                  | 23-24 серпня 2022               |

## Попередній кваліфікаційний раунд
Попередній раунд складається з одноматчевих півфіналів та фіналу. Жеребкування відбулося 7 червня 2022 року о 13:00 (12:00 CEST) у  Ньйоні.

### Команди
Для процедури жеребкування чотири учасники діляться порівну на сіяних та несіяних згідно з клубними коефіцієнтами 2022. Спочатку формуються півфінальні пари, в кожній з яких по сіяній та несіяній команді. Далі жеребкуванням визначається, переможець якого півфіналу буде номінальним господарем. У кожній парі команда, яка під час жеребкування випала першою, вважається номінальним господарем.
| Сіяні                      | Несіяні                        |
| -------------------------- | ------------------------------ |
| - ФКІ Левадія - Ла Фіоріта | - Інтер (Ескальдес) - Вікінгур |

### Турнірна сітка
|  | Півфінальний раунд    | Півфінальний раунд |                       |   | Фінальний раунд | Фінальний раунд |
|  |                       |                    |                       |   |                 |                 |
|  | 21 червня - Рейк'явік |                    |                       |   |                 |                 |
|  |                       |                    |                       |   |                 |                 |
|  | Ла Фіоріта            | 1                  |                       |   |                 |                 |
|  | Ла Фіоріта            | 1                  | 24 червня - Рейк'явік |   |                 |                 |
|  | Інтер (Ескальдес)     | 2                  |                       |   |                 |                 |
|  | Інтер (Ескальдес)     | 2                  | Інтер (Ескальдес)     | 0 |                 |                 |
|  | 21 червня - Рейк'явік |                    | Інтер (Ескальдес)     | 0 |                 |                 |
|  |                       | Вікінгур           | 1                     |   |                 |                 |
|  | ФКІ Левадія           | Вікінгур           | 1                     | 1 |                 |                 |
|  | ФКІ Левадія           |                    |                       | 1 |                 |                 |
|  | Вікінгур              | 6                  |                       |   |                 |                 |
|  | Вікінгур              | 6                  |                       |   |                 |                 |

### Результати
Півфінальні матчі пройшли 21 червня, а фінал — 24 червня 2022 року. Усі матчі були зіграні в Ісландії.
| Команда 1   | Рахунок | Команда 2         |
| ----------- | ------- | ----------------- |
| ФКІ Левадія | 1:6     | Вікінгур          |
| Ла Фіоріта  | 1:2     | Інтер (Ескальдес) |

| Команда 1         | Рахунок | Команда 2 |
| ----------------- | ------- | --------- |
| Інтер (Ескальдес) | 0:1     | Вікінгур  |

### Півфінальний раунд
| 21 червня 2022 22:30 (19:30 WET) |

| ФКІ Левадія              | 1:6      | Вікінгур                                                                                      |
| ------------------------ | -------- | --------------------------------------------------------------------------------------------- |
| - Бегларішвілі 5' (пен.) | Протокол | - Маклаган 10' - Інгасон 27' - Сігурдссон 45+1' - Гансен 49' - Гудйонссон 71' - Магнуссон 77' |

| Вікінгсволлур, Рейк'явік Глядачів: 724 Арбітр: Томаш Мусіял (Польща) |

| 21 червня 2022 16:00 (13:00 WET) |

| Ла Фіоріта          | 1:2      | Інтер (Ескальдес)     |
| ------------------- | -------- | --------------------- |
| - Д. Рінальді 45+2' | Протокол | - Сольдевіла 55', 66' |

| Вікінгсволлур, Рейк'явік Глядачів: 40 Арбітр: Рохіт Саггі (Норвегія) |

### Фінальний раунд
| 24 червня 2022 22:30 (19:30 WET) |

| Інтер (Ескальдес) | 0:1      | Вікінгур      |
| ----------------- | -------- | ------------- |
|                   | Протокол | - Інгасон 68' |

| Вікінгсволлур, Рейк'явік Глядачів: 925 Арбітр: Урс Шнидер (Швейцарія) |

## Перший кваліфікаційний раунд
Жеребкування відбулося 14 червня 2022 року о 13:00 (12:00 CEST) у  Ньйоні.

### Команди
Для процедури жеребкування усі 30 учасників раунду (29 команд, яки починають в цьому раунді та 1 переможець попереднього раунду) діляться порівну на сіяних та несіяних згідно з клубними коефіцієнтами 2022. Для переможця попереднього раунду, якого ще не не буде відомо на момент жеребкування, використовується коефіцієнт команди з найбільшим КК. У кожній парі команда, яка під час жеребкування випала першою, грає перший матч вдома.
| Група 1                                                    | Група 1                                                   | Група 2                                              | Група 2                                            | Група 3                                                                     | Група 3                                                            |
| Сіяні                                                      | Несіяні                                                   | Сіяні                                                | Несіяні                                            | Сіяні                                                                       | Несіяні                                                            |
| ---------------------------------------------------------- | --------------------------------------------------------- | ---------------------------------------------------- | -------------------------------------------------- | --------------------------------------------------------------------------- | ------------------------------------------------------------------ |
| - Лудогорець - Клуж - Ференцварош - Марибор - Ф91 Дюделанж | - Сутьєска - Шахтар (Солігорськ) - Тобол - Пюнік - Тирана | - Мальме - Буде-Глімт - ГІК - Нью-Сейнтс - Жальгіріс | - Клаксвік - Лінфілд - Вікінгур[a] - РФШ - Балкані | - Карабах - Шериф - Слован (Братислава) - Лінкольн Ред Імпс - Шемрок Роверс | - Зриньські - Лех (Познань) - Гіберніанс - Шкупі - Динамо (Батумі) |

Примітки
1. a Переможець попереднього раунду. Оскільки на момент жеребкування не було відомо, хто переможець, використовувався коефіцієнт команди з найбільшим КК. Команди, відмічені курсивом, обіграли суперника з більшим коефіцієнтом і, таким чином, використовували коефіцієнт суперника під час жеребкування.

### Результати
Перші матчі пройшли 5-6 липня, а матчі-відповіді — 12-13 липня 2022 року.
| Команда 1           | Заг.           | Команда 2         | 1-й матч | 2-й матч |
| ------------------- | -------------- | ----------------- | -------- | -------- |
| Пюнік               | 2:2 (пен. 4:3) | Клуж              | 0:0      | 2:2 (дч) |
| Марибор             | 2:0            | Шахтар            | 0:0      | 2:0      |
| Лудогорець          | 3:0            | Сутьєска          | 2:0      | 1:0      |
| Ф91 Дюделанж        | 3:1            | Тирана            | 1:0      | 2:1      |
| Тобол               | 1:5            | Ференцварош       | 0:0      | 1:5      |
| Мальме              | 6:5            | Вікінгур          | 3:2      | 3:3      |
| Балкані             | 1:2            | Жальгіріс         | 1:1      | 0:1 (дч) |
| ГІК                 | 2:2 (пен. 5:4) | РФШ               | 1:0      | 1:2 (дч) |
| Буде-Глімт          | 4:3            | Клаксвік          | 3:0      | 1:3      |
| Нью-Сейнтс          | 1:2            | Лінфілд           | 1:0      | 0:2      |
| Шемрок Роверс       | 3:0            | Гіберніанс        | 3:0      | 0:0      |
| Лех (Познань)       | 2:5            | Карабах           | 1:0      | 1:5      |
| Шкупі               | 3:2            | Лінкольн Ред Імпс | 3:0      | 0:2      |
| Зриньські           | 0:1            | Шериф             | 0:0      | 0:1      |
| Слован (Братислава) | 2:1            | Динамо (Батумі)   | 0:0      | 2:1 (дч) |

### Матчі
| 5 липня 2022 19:00 (20:00 AMT) |

| Пюнік | 0:0      | Клуж |
| ----- | -------- | ---- |
|       | Протокол |      |

| ім. Вазгена Саркісяна, Єреван Глядачів: 8 000 Арбітр: Бастіан Данкерт (Німеччина) |

| 13 липня 2022 21:30 |

| Клуж                                           | 2:2 (дч) | Пюнік                                  |
| ---------------------------------------------- | -------- | -------------------------------------- |
| - Аджей-Боатенг 6' - Петріла 94'               | Протокол | - Гаїч 89', 119'                       |
|                                                | Пенальті |                                        |
| - Дуганджич - Петріла - Бурке - Мухар - Камора | 3:4      | - Кочук - Дашян - О. Арутюнян - Авагян |

| Константін Радулеску, Клуж-Напока Глядачів: 7 017 Арбітр: Мікаель Фаббрі (Італія) |

| 6 липня 2022 21:15 (20:15 CEST) |

| Марибор | 0:0      | Шахтар (Солігорськ) |
| ------- | -------- | ------------------- |
|         | Протокол |                     |

| Людські врт, Марибор Глядачів: 6 450 Арбітр: Анастасіас Папапетру (Греція) |

| 13 липня 2022 20:00 |

| Шахтар (Солігорськ) | 0:2      | Марибор             |
| ------------------- | -------- | ------------------- |
|                     | Протокол | - Батурина 12', 56' |

| Сакар'я Ататюрк, Адапазари Глядачів: 0 Арбітр: Енеа Йоргі (Албанія) |

| 5 липня 2022 20:45 |

| Лудогорець                     | 2:0      | Сутьєска |
| ------------------------------ | -------- | -------- |
| - Недялков 74' - Тіссера 90+1' | Протокол |          |

| Хювефарма Арена, Разград Глядачів: 3 963 Арбітр: Вітор Феррейра (Португалія) |

| 12 липня 2022 22:00 (21:00 CEST) |

| Сутьєска | 0:1      | Лудогорець    |
| -------- | -------- | ------------- |
|          | Протокол | - Сотіріу 53' |

| DG Арена, Подгориця Арбітр: Гергьо Богар (Угорщина) |

| 6 липня 2022 20:30 (19:30 CEST) |

| Ф91 Дюделанж | 1:0      | Тирана |
| ------------ | -------- | ------ |
| - Хассан 71' | Протокол |        |

| Йос Носбаум, Дюделанж Глядачів: 1 555 Арбітр: Рохіт Саггі (Норвегія) |

| 12 липня 2022 21:00 (20:00 CEST) |

| Тирана       | 1:2      | Ф91 Дюделанж            |
| ------------ | -------- | ----------------------- |
| - Джіджа 78' | Протокол | - Боїч 49' - Сінані 61' |

| Ельбасан Арена, Ельбасан Арбітр: Сесар Сото Градо (Іспанія) |

| 6 липня 2022 17:00 (20:00 ALMT) |

| Тобол | 0:0      | Ференцварош |
| ----- | -------- | ----------- |
|       | Протокол |             |

| Центральний, Костанай Глядачів: 8 420 Арбітр: Даріо Бел (Хорватія) |

| 13 липня 2022 21:00 (20:00 CEST) |

| Ференцварош                                       | 5:1      | Тобол         |
| ------------------------------------------------- | -------- | ------------- |
| - Траоре 4', 17' - Лаїдуні 21' - Бессі 74', 90+1' | Протокол | - Сергєєв 23' |

| Групама Арена, Будапешт Арбітр: Кшиштоф Якубік (Польща) |

| 5 липня 2022 20:00 (19:00 CEST) |

| Мальме                                            | 3:2      | Вікінгур                         |
| ------------------------------------------------- | -------- | -------------------------------- |
| - М. Ульссон 16' - Тойвонен 42' - Бірманчевич 84' | Протокол | - Інгасон 38' - Гудйонссон 90+3' |

| Еледа, Мальме Глядачів: 11 830 Арбітр: Думітрі Муньян (Молдова) |

| 12 липня 2022 22:30 (19:30 WET) |

| Вікінгур                           | 3:3      | Мальме                                          |
| ---------------------------------- | -------- | ----------------------------------------------- |
| - Гуннарссон 15', 75' - Гансен 56' | Протокол | - Бірманчевич 34' - Беймо 44' - Крістіансен 47' |

| Вікінгсволлур, Рейк'явік Арбітр: Джон Бітон (Шотландія) |

| 5 липня 2022 21:00 (20:00 CEST) |

| Балкані      | 1:1      | Жальгіріс  |
| ------------ | -------- | ---------- |
| - Гріпші 15' | Протокол | - Буфф 25' |

| Фаділь Вокрі, Приштина Глядачів: 4 000 Арбітр: Роб Гарві (Ірландія) |

| 12 липня 2022 19:00 |

| Жальгіріс    | 1:0 (дч) | Балкані |
| ------------ | -------- | ------- |
| - Оєвусі 97' | Протокол |         |

| Стадіон ЛФФ, Вільнюс Арбітр: Еспен Ескос (Норвегія) |

| 6 липня 2022 19:00 |

| ГІК          | 1:0      | РФШ |
| ------------ | -------- | --- |
| - Мартич 11' | Протокол |     |

| Болт Арена, Гельсінкі Глядачів: 3 874 Арбітр: Юджин Джая (Албанія) |

| 12 липня 2022 18:30 |

| РФШ                                            | 2:1 (дч) | ГІК                                                 |
| ---------------------------------------------- | -------- | --------------------------------------------------- |
| - Зюзінс 48' - Панич 56'                       | Протокол | - Муріло 75'                                        |
|                                                | Пенальті |                                                     |
| - Ягодінскіс - Шарич - Панич - Ліпущек - Мареш | 4:5      | - Вяянянен - Муріло - Радулович - Серраренс - Терхо |

| Слокас, Юрмала Арбітр: Давід Фуксман (Ізраїль) |

| 6 липня 2022 19:00 (18:00 CEST) |

| Буде-Глімт                     | 3:0      | Клаксвік |
| ------------------------------ | -------- | -------- |
| - Боніфас 11', 31', 58' (пен.) | Протокол |          |

| Аспміра, Буде Глядачів: 4 227 Арбітр: Дональд Робертсон (Шотландія) |

| 13 липня 2022 20:00 (18:00 WEST) |

| Клаксвік                              | 3:1      | Буде-Глімт           |
| ------------------------------------- | -------- | -------------------- |
| - Міккельсен 12' - Андреасен 20', 85' | Протокол | - Боніфас 55' (пен.) |

| Дьюпуміра, Клаксвік Арбітр: Гораціу Феснік (Румунія) |

| 5 липня 2022 21:00 (19:00 BST) |

| Нью-Сейнтс    | 1:0      | Лінфілд |
| ------------- | -------- | ------- |
| - Броббел 57' | Протокол |         |

| Парк Галл, Освестрі Глядачів: 1 034 Арбітр: Андрей Ківулете (Румунія) |

| 13 липня 2022 21:45 (19:45 BST) |

| Лінфілд                     | 2:0 (дч) | Нью-Сейнтс |
| --------------------------- | -------- | ---------- |
| - Малгрю 90+4' - Девайн 95' | Протокол |            |

| Віндзор Парк, Белфаст Глядачів: 2 971 Арбітр: Дує Струкан (Хорватія) |

| 5 липня 2022 21:30 (19:30 IST) |

| Шемрок Роверс                       | 3:0      | Гіберніанс |
| ----------------------------------- | -------- | ---------- |
| - Фінн 25' - Воттс 40' - Гаффні 78' | Протокол |            |

| Талла, Дублін Глядачів: 7 019 Арбітр: Мортен Крог (Данія) |

| 12 липня 2022 21:00 (20:00 CEST) |

| Гіберніанс | 0:0      | Шемрок Роверс |
| ---------- | -------- | ------------- |
|            | Протокол |               |

| Сентенарі, Та-Калі Арбітр: Манфредас Лук'янчукас (Литва) |

| 5 липня 2022 21:00 (20:00 CEST) |

| Лех (Познань) | 1:0      | Карабах |
| ------------- | -------- | ------- |
| - Ісхак 41'   | Протокол |         |

| Муніципальний, Познань Глядачів: 25 118 Арбітр: Хосе Луїс Мунуера (Іспанія) |

| 12 липня 2022 19:00 (20:00 AZT) |

| Карабах                                                     | 5:1      | Лех (Познань) |
| ----------------------------------------------------------- | -------- | ------------- |
| - Каді 14', 74' - Озобич 42' - Медіна 56' - А. Гусейнов 77' | Протокол | - Вельде 1'   |

| ім. Тофіка Бахрамова, Баку Глядачів: 27 652 Арбітр: Ендрю Медлі (Англія) |

| 5 липня 2022 21:45 (20:45 CEST) |

| Шкупі                                              | 3:0      | Лінкольн Ред Імпс |
| -------------------------------------------------- | -------- | ----------------- |
| - Данфа 11' - Адетунджі 29' - Р. Чиполіна 62' (аг) | Протокол |                   |

| Тоше Проескі, Скоп'є Глядачів: 2 500 Арбітр: Себастьян Гісхамер (Австрія) |

| 12 липня 2022 19:00 (18:00 CEST) |

| Лінкольн Ред Імпс               | 2:0      | Шкупі |
| ------------------------------- | -------- | ----- |
| - Хуанфрі 32' - Лі Каск'яро 69' | Протокол |       |

| Вікторія, Гібралтар Глядачів: 896 Арбітр: Філіп Глова (Словаччина) |

| 6 липня 2022 21:00 (20:00 CEST) |

| Зриньські | 0:0      | Шериф |
| --------- | -------- | ----- |
|           | Протокол |       |

| Бієлі-Брієґ, Мостар Глядачів: 5 400 Арбітр: Фабіо Мареска (Італія) |

| 12 липня 2022 20:00 |

| Шериф            | 1:0      | Зриньські |
| ---------------- | -------- | --------- |
| - Савич 22' (аг) | Протокол |           |

| Зімбру, Кишинів Глядачів: 4 242 Арбітр: Пітер Бенкс (Англія) |

| 6 липня 2022 21:30 (20:30 CEST) |

| Слован (Братислава) | 0:0      | Динамо (Батумі) |
| ------------------- | -------- | --------------- |
|                     | Протокол |                 |

| Національний футбольний стадіон, Братислава Глядачів: 10 589 Арбітр: Девід Кут (Англія) |

| 13 липня 2022 20:00 (21:00 GET) |

| Динамо (Батумі)    | 1:2 (дч) | Слован (Братислава)            |
| ------------------ | -------- | ------------------------------ |
| - Давіташвілі 104' | Протокол | - Барсегян 115' - Вайсс 120+3' |

| Батумі, Батумі Арбітр: Антоніу Нобре (Португалія) |

## Другий кваліфікаційний раунд
Жеребкування відбулося 15 червня 2022 року о 13:00 (12:00 CEST) у  Ньйоні.

### Команди
24 учасника цього раунду діляться на два шляхи наступним чином:
- Шлях чемпіонів (20 команд): 5 команд, які починають з цього раунду, та 15 переможців першого кваліфікаційного раунду.
- Шлях нечемпіонів (4 команди): 4 команди, які починають з цього раунду.

Для процедури жеребкування учасники кожного шляху діляться порівну на сіяних та несіяних згідно з клубними коефіцієнтами 2022. Для переможців першого кваліфікаційного раунду, яких ще не не буде відомо на момент жеребкування, використовується коефіцієнт команди з найбільшим КК з кожної пари. У кожній парі команда, яка під час жеребкування випала першою, грає перший матч вдома.
| Група 1                                         | Група 1                                     | Група 2                                          | Група 2                              | Група 3                                            | Група 3                                                             |
| Сіяні                                           | Несіяні                                     | Сіяні                                            | Несіяні                              | Сіяні                                              | Несіяні                                                             |
| ----------------------------------------------- | ------------------------------------------- | ------------------------------------------------ | ------------------------------------ | -------------------------------------------------- | ------------------------------------------------------------------- |
| - Динамо (Загреб) - Карабах[a] - Ференцварош[a] | - Слован (Братислава)[a] - Шкупі[a] - Цюрих | - Вікторія (Пльзень) - Мальме[a] - Буде-Глімт[a] | - ГІК[a] - Лінфілд[a] - Жальгіріс[a] | - Олімпіакос - Лудогорець[a] - Шериф[a] - Пюнік[a] | - Марибор[a] - Ф91 Дюделанж[a] - Маккабі (Хайфа) - Шемрок Роверс[a] |

| Сіяні                         | Несіяні                      |
| ----------------------------- | ---------------------------- |
| - Динамо (Київ) - Мідтьюлланн | - Фенербахче - АЕК (Ларнака) |

Примітки
1. a Переможець першого кваліфікаційного раунду. Оскільки на момент жеребкування не було відомо, хто переможець, використовувався коефіцієнт команди з найбільшим КК. Команди, відмічені курсивом, обіграли суперника з більшим коефіцієнтом і, таким чином, використовували коефіцієнт суперника під час жеребкування.

### Результати
Перші матчі пройшли 19-20 липня, а матчі-відповіді — 26-27 липня 2022 року.
| Команда 1       | Заг. | Команда 2           | 1-й матч | 2-й матч |
| --------------- | ---- | ------------------- | -------- | -------- |
| Ференцварош     | 5:3  | Слован (Братислава) | 1:2      | 4:1      |
| Динамо          | 3:2  | Шкупі               | 2:2      | 1:0      |
| Карабах         | 5:4  | Цюрих               | 3:2      | 2:2 (дч) |
| ГІК             | 1:7  | Вікторія (Пльзень)  | 1:2      | 0:5      |
| Лінфілд         | 1:8  | Буде-Глімт          | 1:0      | 0:8      |
| Жальгіріс       | 3:0  | Мальме              | 1:0      | 2:0      |
| Лудогорець      | 4:2  | Шемрок Роверс       | 3:0      | 1:2      |
| Марибор         | 0:1  | Шериф               | 0:0      | 0:1      |
| Маккабі (Хайфа) | 5:1  | Олімпіакос          | 1:1      | 4:0      |
| Пюнік           | 4:2  | Ф91 Дюделанж        | 0:1      | 4:1      |

| Команда 1   | Заг.           | Команда 2  | 1-й матч | 2-й матч |
| ----------- | -------------- | ---------- | -------- | -------- |
| Мідтьюлланн | 2:2 (пен. 4:3) | АЕК        | 1:1      | 1:1 (дч) |
| Динамо      | 2:1            | Фенербахче | 0:0      | 2:1 (дч) |

### Матчі
| 20 липня 2022 21:00 (20:00 CEST) |

| Ференцварош       | 1:2      | Слован (Братислава)        |
| ----------------- | -------- | -------------------------- |
| - Захаріассен 70' | Протокол | - Кашія 81' - Барсегян 86' |

| Групама Арена, Будапешт Глядачів: 20 459 Арбітр: Рікардо де Бургос (Іспанія) |

| 27 липня 2022 21:30 (20:30 CEST) |

| Слован (Братислава) | 1:4      | Ференцварош                                               |
| ------------------- | -------- | --------------------------------------------------------- |
| - Де Марко 70'      | Протокол | - Болі 20' - Захаріассен 31' - Траоре 89' - Лаїдуні 90+5' |

| Національний футбольний стадіон, Братислава Глядачів: 21 500 Арбітр: Марко Ді Белло (Італія) |

| 19 липня 2022 22:00 (21:00 CEST) |

| Динамо (Загреб)            | 2:2      | Шкупі                   |
| -------------------------- | -------- | ----------------------- |
| - Адемі 44' - Петкович 86' | Протокол | - Кевін 25' - Сефас 89' |

| Максимир, Загреб Глядачів: 7 912 Арбітр: Раду Петреску (Румунія) |

| 26 липня 2022 22:00 (21:00 CEST) |

| Шкупі | 0:1      | Динамо (Загреб) |
| ----- | -------- | --------------- |
|       | Протокол | - Адемі 47'     |

| Тоше Проескі, Скоп'є Глядачів: 12 500 Арбітр: Якоб Кехлет (Данія) |

| 19 липня 2022 19:00 (20:00 AZT) |

| Карабах                     | 3:2      | Цюрих                              |
| --------------------------- | -------- | ---------------------------------- |
| - Каді 17' - Ваджі 36', 66' | Протокол | - Камбері 65' - Криєзіу 85' (пен.) |

| ім. Тофіка Бахрамова, Баку Глядачів: 30 782 Арбітр: Ірфан Пельто (Боснія і Герцеговина) |

| 27 липня 2022 20:00 (19:00 CEST) |

| Цюрих                              | 2:2 (дч) | Карабах                  |
| ---------------------------------- | -------- | ------------------------ |
| - Медведєв 4' (аг) - Сантіні 90+6' | Протокол | - Каді 56' - Квабена 98' |

| Летцигрунд, Цюрих Глядачів: 10 237 Арбітр: Аллард Ліндгут (Нідерланди) |

| 20 липня 2022 19:00 |

| ГІК             | 1:2      | Вікторія (Пльзень)            |
| --------------- | -------- | ----------------------------- |
| - Радулович 50' | Протокол | - Хорий 6' (пен.) - Копіц 57' |

| Болт Арена, Гельсінкі Глядачів: 5 236 Арбітр: Никола Дабанович (Чорногорія) |

| 26 липня 2022 20:00 (19:00 CEST) |

| Вікторія (Пльзень)                                        | 5:0      | ГІК |
| --------------------------------------------------------- | -------- | --- |
| - Перніца 11' - Сикора 21', 73' - Гейда 31' - Климент 84' | Протокол |     |

| Дусан Арена, Пльзень Глядачів: 10 810 Арбітр: Александар Ставрев (Північна Македонія) |

| 19 липня 2022 21:45 (19:45 BST) |

| Лінфілд      | 1:0      | Буде-Глімт |
| ------------ | -------- | ---------- |
| - Міллар 83' | Протокол |            |

| Віндзор Парк, Белфаст Глядачів: 3 168 Арбітр: Андріс Трейманіс (Латвія) |

| 27 липня 2022 19:00 (18:00 CEST) |

| Буде-Глімт | 8:0      | Лінфілд |
| --- | -------- | ------- |
| - Ветлесен 7' - Боніфас 21' (пен.) - Пельєгріно 25', 54' (пен.) - Салтнес 29' - Еспехорд 52', 88' - Сампстед 73' | Протокол |         |

| Аспміра, Буде Глядачів: 5 110 Арбітр: Рой Райншрайбер (Ізраїль) |

| 19 липня 2022 19:00 |

| Жальгіріс   | 1:0      | Мальме |
| ----------- | -------- | ------ |
| - Урега 49' | Протокол |        |

| Стадіон ЛФФ, Вільнюс Глядачів: 4 918 Арбітр: Георгі Кабаков (Болгарія) |

| 27 липня 2022 20:00 (19:00 CEST) |

| Мальме | 0:2      | Жальгіріс                   |
| ------ | -------- | --------------------------- |
|        | Протокол | - Оєвусі 34' - Олівейра 52' |

| Еледа, Мальме Глядачів: 17 234 Арбітр: Крісто Тогвер (Естонія) |

| 19 липня 2022 20:45 |

| Лудогорець                       | 3:0      | Шемрок Роверс |
| -------------------------------- | -------- | ------------- |
| - Сотіріу 26', 35' - Тьягу 90+4' | Протокол |               |

| Хювефарма Арена, Разград Глядачів: 4 983 Арбітр: Жуан Піньєйру (Португалія) |

| 26 липня 2022 22:00 (20:00 IST) |

| Шемрок Роверс          | 2:1      | Лудогорець    |
| ---------------------- | -------- | ------------- |
| - Грін 21' - Емаху 88' | Протокол | - Соуза 90+1' |

| Талла, Дублін Глядачів: 6 322 Арбітр: Фабіо Мареска (Італія) |

| 20 липня 2022 21:15 (20:15 CEST) |

| Марибор | 0:0      | Шериф |
| ------- | -------- | ----- |
|         | Протокол |       |

| Людські врт, Марибор Глядачів: 7 150 Арбітр: Гаральд Лехнер (Австрія) |

| 26 липня 2022 20:00 |

| Шериф        | 1:0      | Марибор |
| ------------ | -------- | ------- |
| - Янсане 88' | Протокол |         |

| Зімбру, Кишинів Глядачів: 6 738 Арбітр: Тамаш Богнар (Угорщина) |

| 20 липня 2022 20:00 |

| Маккабі (Хайфа) | 1:1      | Олімпіакос        |
| --------------- | -------- | ----------------- |
| - Хазіза 90+2'  | Протокол | - Цінкернагель 7' |

| Саммі Офер, Хайфа Глядачів: 29 654 Арбітр: Саша Штегеман (Німеччина) |

| 27 липня 2022 22:00 |

| Олімпіакос | 0:4      | Маккабі (Хайфа)                           |
| ---------- | -------- | ----------------------------------------- |
|            | Протокол | - Чері 5' - П'єрро 61', 65' - Абу Фані 5' |

| Георгіос Караїскакіс, Пірей Глядачів: 21 705. Арбітр: Даніель Стефаньський (Польща) |

| 19 липня 2022 19:00 (20:00 AMT) |

| Пюнік | 0:1      | Ф91 Дюделанж       |
| ----- | -------- | ------------------ |
|       | Протокол | - Хаджі 72' (пен.) |

| ім. Вазгена Саркісяна, Єреван Глядачів: 9 000 Арбітр: Крейг Поусон (Англія) |

| 26 липня 2022 20:30 (19:30 CEST) |

| Ф91 Дюделанж | 1:4      | Пюнік                                          |
| ------------ | -------- | ---------------------------------------------- |
| - Хассан 21' | Протокол | - Жунінью 24' - Юрічич 54', 85' - Отубанйо 76' |

| Йос Носбаум, Дюделанж Глядачів: 1 495 Арбітр: Хосе Луїс Мунуера (Іспанія) |

| 19 липня 2022 20:45 (19:45 CEST) |

| Мідтьюлланн     | 1:1      | АЕК (Ларнака) |
| --------------- | -------- | ------------- |
| - Святченко 84' | Протокол | - Дюрчо 81'   |

| MCH Арена, Гернінг Глядачів: 7 008 Арбітр: Новак Симович (Сербія) |

| 26 липня 2022 18:30 |

| АЕК (Ларнака)                                 | 1:1 (дч) | Мідтьюлланн                             |
| --------------------------------------------- | -------- | --------------------------------------- |
| - Олатунджі 9'                                | Протокол | - Дальсгор 12'                          |
|                                               | Пенальті |                                         |
| - Альтман - Мілічевіч - Ромо - Гама - Густаво | 3:4      | - Дреєр - Сісто - Серенсен - Дюр - Каба |

| АЕК Арена, Ларнака Глядачів: 6 163 Арбітр: Іштван Вад (Угорщина) |

| 20 липня 2022 21:00 (20:00 CEST) |

| Динамо (Київ) | 0:0      | Фенербахче |
| ------------- | -------- | ---------- |
|               | Протокол |            |

| ЛКС, Лодзь Глядачів: 11 603 Арбітр: Гленн Нюберг (Швеція) |

| 27 липня 2022 20:00 |

| Фенербахче      | 1:2 (дч) | Динамо (Київ)                    |
| --------------- | -------- | -------------------------------- |
| - Ат. Салаї 89' | Протокол | - Буяльський 57' - Караваєв 114' |

| Шюкрю Сараджоглу, Стамбул Глядачів: 40 000 Арбітр: Массіміліано Ірраті (Італія) |

## Третій кваліфікаційний раунд
Жеребкування відбулося 18 липня 2022 року о 13:00 (12:00 CEST) у  Ньйоні.

### Команди
20 учасників цього раунду діляться на два шляхи наступним чином:
- Шлях чемпіонів (12 команд): 2 команди, які починають з цього раунду, та 10 переможців другого кваліфікаційного раунду.
- Шлях нечемпіонів (8 команд): 6 команд, які починають з цього раунду та 2 переможця другого кваліфікаційного раунду.

Для процедури жеребкування учасники кожного шляху діляться порівну на сіяних та несіяних згідно з клубними коефіцієнтами 2022. Для переможців другого кваліфікаційного раунду, яких ще не буде відомо на момент жеребкування, використовується коефіцієнт команди з найбільшим КК з кожної пари. У кожній парі команда, яка під час жеребкування випала першою, грає перший матч вдома.
| Група 1                                                | Група 1                                              | Група 2                                                | Група 2                               |
| Сіяні                                                  | Несіяні                                              | Сіяні                                                  | Несіяні                               |
| ------------------------------------------------------ | ---------------------------------------------------- | ------------------------------------------------------ | ------------------------------------- |
| - Динамо (Загреб)[a] - Маккабі (Хайфа)[a] - Карабах[a] | - Лудогорець[a] - Ференцварош[a] - Аполлон (Лімасол) | - Црвена Звезда - Вікторія (Пльзень)[a] - Жальгіріс[a] | - Шериф[a] - Буде-Глімт[a] - Пюнік[a] |

| Сіяні                                          | Несіяні                                               |
| ---------------------------------------------- | ----------------------------------------------------- |
| - Бенфіка - Рейнджерс - Динамо (Київ)[a] - ПСВ | - Монако - Мідтьюлланн[a] - Штурм - Уніон Сент-Жілуаз |

Примітки
1. a Переможець другого кваліфікаційного раунду. Оскільки на момент жеребкування не було відомо, хто переможець, використовувався коефіцієнт команди з найбільшим КК. Команди, відмічені курсивом, обіграли суперника з більшим коефіцієнтом і, таким чином, використовували коефіцієнт суперника під час жеребкування.

### Результати
Перші матчі пройшли 2-3 серпня, а матчі-відповіді 9 серпня 2022 року.
| Команда 1       | Заг. | Команда 2          | 1-й матч | 2-й матч |
| --------------- | ---- | ------------------ | -------- | -------- |
| Маккабі (Хайфа) | 4:2  | Аполлон (Лімасол)  | 4:0      | 0:2      |
| Карабах         | 4:2  | Ференцварош        | 1:1      | 3:1      |
| Лудогорець      | 3:6  | Динамо             | 1:2      | 2:4      |
| Шериф           | 2:4  | Вікторія (Пльзень) | 1:2      | 1:2      |
| Буде-Глімт      | 6:1  | Жальгіріс          | 5:0      | 1:1      |
| Црвена Звезда   | 7:0  | Пюнік              | 5:0      | 2:0      |

| Команда 1         | Заг. | Команда 2   | 1-й матч | 2-й матч |
| ----------------- | ---- | ----------- | -------- | -------- |
| Монако            | 3:4  | ПСВ         | 1:1      | 2:3 (дч) |
| Динамо            | 3:1  | Штурм       | 1:0      | 2:1 (дч) |
| Юніон Сент-Жилуаз | 2:3  | Рейнджерс   | 2:0      | 0:3      |
| Бенфіка           | 7:2  | Мідтьюлланн | 4:1      | 3:1      |

### Матчі
| 3 серпня 2022 20:00 |

| Маккабі (Хайфа)                                   | 4:0      | Аполлон (Лімасол) |
| ------------------------------------------------- | -------- | ----------------- |
| - Пеберн 38' (аг) - Мохамед 54', 62' - П'єрро 79' | Протокол |                   |

| Саммі Офер, Хайфа Глядачів: 29 876 Арбітр: Мауріціо Маріані (Італія) |

| 9 серпня 2022 20:00 |

| Аполлон (Лімасол)         | 2:0      | Маккабі (Хайфа) |
| ------------------------- | -------- | --------------- |
| - Онженда 19' - Колль 27' | Протокол |                 |

| ГСП, Нікосія Глядачів: 3 936 Арбітр: Фелікс Цваєр (Німеччина) |

| 3 серпня 2022 19:00 (20:00 AZT) |

| Карабах       | 1:1      | Ференцварош |
| ------------- | -------- | ----------- |
| - Квабена 34' | Протокол | - Болі 17'  |

| ім. Тофіка Бахрамова, Баку Глядачів: 31 200 Арбітр: Андреас Екберг (Швеція) |

| 9 серпня 2022 21:00 (20:00 CEST) |

| Ференцварош  | 1:3      | Карабах                     |
| ------------ | -------- | --------------------------- |
| - Траоре 86' | Протокол | - Зубір 7' - Ваджі 54', 78' |

| Групама Арена, Будапешт Глядачів: 18 875 Арбітр: Карлос дель Серро Гранде (Іспанія) |

| 2 серпня 2022 20:45 |

| Лудогорець     | 1:2      | Динамо (Загреб)           |
| -------------- | -------- | ------------------------- |
| - Текпетей 22' | Протокол | - Перич 6' - Падт 9' (аг) |

| Хювефарма Арена, Разград Глядачів: 7 505 Арбітр: Джюнейт Чакир (Туреччина) |

| 9 серпня 2022 21:00 (20:00 CEST) |

| Динамо (Загреб)                                           | 4:2      | Лудогорець                   |
| --------------------------------------------------------- | -------- | ---------------------------- |
| - Дрмич 12' - Оршич 27' (пен.), 44' - Петкович 87' (пен.) | Протокол | - Десподов 45+4', 49' (пен.) |

| Максимир, Загреб Глядачів: 13 658 Арбітр: Бенуа Бастьєн (Франція) |

| 2 серпня 2022 20:00 |

| Шериф              | 1:2      | Вікторія (Пльзень)            |
| ------------------ | -------- | ----------------------------- |
| - Рашид 36' (пен.) | Протокол | - Хорий 41' (пен.) - Буха 55' |

| Зімбру, Кишинів Глядачів: 8 153 Арбітр: Данні Маккелі (Нідерланди) |

| 9 серпня 2022 20:00 (19:00 CEST) |

| Вікторія (Пльзень)          | 2:1      | Шериф               |
| --------------------------- | -------- | ------------------- |
| - Климент 10' - Москера 62' | Протокол | - Аканбі 47' (пен.) |

| Дусан Арена, Пльзень Глядачів: 10 770 Арбітр: Орел Грінфельд (Ізраїль) |

| 3 серпня 2022 19:00 (18:00 CET) |

| Буде-Глімт                                                                              | 5:0      | Жальгіріс |
| --------------------------------------------------------------------------------------- | -------- | --------- |
| - Ветлесен 33' (пен.) - Пеллегріно 36' - Сальвесен 58' - Гейбротен 61' - Еспехорд 90+3' | Протокол |           |

| Аспміра, Буде Глядачів: 6 117 Арбітр: Іштван Вад (Угорщина) |

| 9 серпня 2022 19:00 |

| Жальгіріс     | 1:1      | Буде-Глімт   |
| ------------- | -------- | ------------ |
| - К'єреме 39' | Протокол | - Мугіша 51' |

| Стадіон ЛФФ, Вільнюс Глядачів: 5 067 Арбітр: Сандро Шерер (Швейцарія) |

| 3 серпня 2022 21:45 (20:45 CEST) |

| Црвена Звезда                                      | 5:0      | Пюнік |
| -------------------------------------------------- | -------- | ----- |
| - Букарі 29', 44', 70' - Кангва 33' - Митрович 77' | Протокол |       |

| ім. Райко Митича, Белград Глядачів: 40 456 Арбітр: Артур Діаш (Португалія) |

| 9 серпня 2022 20:00 (21:00 AMT) |

| Пюнік | 0:2      | Црвена Звезда                   |
| ----- | -------- | ------------------------------- |
|       | Протокол | - Канга 44' (пен.) - Павков 60' |

| ім. Вазгена Саркісяна, Єреван Глядачів: 6 000 Арбітр: Вільям Коллам (Шотландія) |

| 2 серпня 2022 21:00 (20:00 CEST) |

| Монако       | 1:1      | ПСВ           |
| ------------ | -------- | ------------- |
| - Дісасі 80' | Протокол | - Веерман 38' |

| Луї II, Монако Глядачів: 10 802 Арбітр: Давіде Масса (Італія) |

| 9 серпня 2022 21:30 (20:30 CEST) |

| ПСВ                                             | 3:2 (дч) | Монако                        |
| ----------------------------------------------- | -------- | ----------------------------- |
| - Веерман 21' - Гутьєррес 89' - Л. де Йонг 109' | Протокол | - Маріпан 58' - Бен Єддер 70' |

| Філіпс, Ейндговен Глядачів: 35 000 Арбітр: Хесус Хіль Мансано (Іспанія) |

| 3 серпня 2022 21:00 (20:00 CEST) |

| Динамо (Київ)  | 1:0      | Штурм |
| -------------- | -------- | ----- |
| - Караваєв 28' | Протокол |       |

| ЛКС, Лодзь Глядачів: 6 092 Арбітр: Франсуа Летексьє (Франція) |

| 9 серпня 2022 21:30 (20:30 CEST) |

| Штурм         | 1:2 (дч) | Динамо (Київ)                    |
| ------------- | -------- | -------------------------------- |
| - Гойлунд 27' | Протокол | - Вівчаренко 97' - Циганков 112' |

| Лібенау, Ґрац Глядачів: 14 007 Арбітр: Іван Кружляк (Словаччина) |

| 2 серпня 2022 21:45 (20:45 CEST) |

| Уніон Сент-Жілуаз                | 2:0      | Рейнджерс |
| -------------------------------- | -------- | --------- |
| - Теума 27' - Ванзейр 76' (пен.) | Протокол |           |

| Ден Дреф, Левен Глядачів: 1 100 Арбітр: Ірфан Пельто (Боснія і Герцеговина) |

| 9 серпня 2022 21:45 (19:45 BST) |

| Рейнджерс                                        | 3:0      | Уніон Сент-Жілуаз |
| ------------------------------------------------ | -------- | ----------------- |
| - Таверньєр 45' (пен.) - Чолак 58' - Тільман 79' | Протокол |                   |

| Айброкс, Глазго Глядачів: 48 454 Арбітр: Анастасіос Сідіропулос (Греція) |

| 2 серпня 2022 22:00 (20:00 WEST) |

| Бенфіка                                       | 4:1      | Мідтьюлланн        |
| --------------------------------------------- | -------- | ------------------ |
| - Гонсалу Рамуш 17', 33', 61' - Фернандес 40' | Протокол | - Сісто 78' (пен.) |

| Да Луж, Лісабон Глядачів: 53 346 Арбітр: Алехандро Ернандес (Іспанія) |

| 9 серпня 2022 20:45 (19:45 CEST) |

| Мідтьюлланн | 1:3      | Бенфіка                                                   |
| ----------- | -------- | --------------------------------------------------------- |
| - Сісто 63' | Протокол | - Фернандес 23' - Енріке Араужу 56' - Діогу Гонсалвіш 88' |

| Раннерс, Раннерс Глядачів: 5 111 Арбітр: Срджан Йованович (Сербія) |

## Раунд плей-оф
Жеребкування відбулося 2 серпня 2022 року о 13:00 (12:00 CEST) у  Ньйоні.

### Команди
12 учасників цього раунду діляться на два шляхи наступним чином:
- Шлях чемпіонів (8 команд): 2 команди, які починають з цього раунду, та 6 переможців третього кваліфікаційного раунду.
- Шлях нечемпіонів (4 команди): 4 переможця третього кваліфікаційного раунду.

Для процедури жеребкування учасники кожного шляху діляться порівну на сіяних та несіяних згідно з клубними коефіцієнтами 2022. Для переможців третього кваліфікаційного раунду, яких ще не не буде відомо на момент жеребкування, використовується коефіцієнт команди з найбільшим КК з кожної пари. У кожній парі команда, яка під час жеребкування випала першою, грає перший матч вдома.
| Сіяні                                                                        | Несіяні                                                         |
| ---------------------------------------------------------------------------- | --------------------------------------------------------------- |
| - Динамо (Загреб)[a] - Црвена Звезда[a] - Копенгаген - Вікторія (Пльзень)[a] | - Карабах[a] - Буде-Глімт[a] - Маккабі (Хайфа)[a] - Трабзонспор |

| Сіяні                       | Несіяні                     |
| --------------------------- | --------------------------- |
| - Бенфіка[a] - Рейнджерс[a] | - Динамо (Київ)[a] - ПСВ[a] |

Примітки
1. a Переможець третього кваліфікаційного раунду. Оскільки на момент жеребкування не було відомо, хто переможець, використовувався коефіцієнт команди з найбільшим КК. Команди, відмічені курсивом, обіграли суперника з більшим коефіцієнтом і, таким чином, використовували коефіцієнт суперника під час жеребкування.

### Результати
Перші матчі пройшли 16-17 серпня, а матчі-відповіді 23-24 серпня 2022 року.
| Команда 1       | Заг. | Команда 2          | 1-й матч | 2-й матч |
| --------------- | ---- | ------------------ | -------- | -------- |
| Карабах         | 1:2  | Вікторія (Пльзень) | 0:0      | 1:2      |
| Буде-Глімт      | 2:4  | Динамо             | 1:0      | 1:4 (дч) |
| Маккабі (Хайфа) | 5:4  | Црвена Звезда      | 3:2      | 2:2      |
| Копенгаген      | 2:1  | Трабзонспор        | 2:1      | 0:0      |

| Команда 1 | Заг. | Команда 2 | 1-й матч | 2-й матч |
| --------- | ---- | --------- | -------- | -------- |
| Динамо    | 0:5  | Бенфіка   | 0:2      | 0:3      |
| Рейнджерс | 3:2  | ПСВ       | 2:2      | 1:0      |

### Матчі
| 17 серпня 2022 19:45 (20:45 AZT) |

| Карабах | 0:0      | Вікторія (Пльзень) |
| ------- | -------- | ------------------ |
|         | Протокол |                    |

| ім. Тофіка Бахрамова, Баку Глядачів: 31 150 Арбітр: Славко Винчич (Словенія) |

| 23 серпня 2022 22:00 (21:00 CEST) |

| Вікторія (Пльзень)        | 2:1      | Карабах      |
| ------------------------- | -------- | ------------ |
| - Копіц 58' - Климент 73' | Протокол | - Озобич 38' |

| Дусан Арена, Пльзень Глядачів: 10 963 Арбітр: Артур Діаш (Португалія) |

| 16 серпня 2022 22:00 (21:00 CEST) |

| Буде-Глімт       | 1:0      | Динамо (Загреб) |
| ---------------- | -------- | --------------- |
| - Пеллегріно 37' | Протокол |                 |

| Аспміра, Буде Глядачів: 7 762 Арбітр: Данні Маккелі (Нідерланди) |

| 24 серпня 2022 22:00 (21:00 CEST) |

| Динамо (Загреб)                                      | 4:1 (дч) | Буде-Глімт    |
| ---------------------------------------------------- | -------- | ------------- |
| - Оршич 4' - Петкович 35' - Дрмич 117' - Бочкай 120' | Протокол | - Гренбек 70' |

| Максимир, Загреб Глядачів: 18 349 Арбітр: Антоніо Матео Лаос (Іспанія) |

| 17 серпня 2022 22:00 |

| Маккабі (Хайфа)              | 3:2      | Црвена Звезда           |
| ---------------------------- | -------- | ----------------------- |
| - П'єрро 18', 51' - Чері 61' | Протокол | - Пешич 27' - Канга 40' |

| Саммі Офер, Хайфа Глядачів: 29 132 Арбітр: Карлос дель Серро Гранде (Іспанія) |

| 23 серпня 2022 22:00 (21:00 CEST) |

| Црвена Звезда            | 2:2      | Маккабі (Хайфа)                    |
| ------------------------ | -------- | ---------------------------------- |
| - Пешич 27' - Іванич 43' | Протокол | - Сундгрен 45+5' - Павков 90' (аг) |

| ім. Райко Митича, Белград Глядачів: 47 731 Арбітр: Ентоні Тейлор (Англія) |

| 16 серпня 2022 22:00 (21:00 CEST) |

| Копенгаген                 | 2:1      | Трабзонспор     |
| -------------------------- | -------- | --------------- |
| - Классон 9' - Лерагер 48' | Протокол | - Бакасетас 79' |

| Паркен, Копенгаген Глядачів: 27 520 Арбітр: Майкл Олівер (Англія) |

| 24 серпня 2022 22:00 |

| Трабзонспор | 0:0      | Копенгаген |
| ----------- | -------- | ---------- |
|             | Протокол |            |

| Шенол Гюнеш, Трабзон Глядачів: 36 128 Арбітр: Данні Маккелі (Нідерланди) |

| 17 серпня 2022 22:00 (21:00 CEST) |

| Динамо (Київ) | 0:2      | Бенфіка                           |
| ------------- | -------- | --------------------------------- |
|               | Протокол | - Жилберту 9' - Гонсалу Рамуш 37' |

| ЛКС, Лодзь Глядачів: 16 450 Арбітр: Фелікс Цваєр (Німеччина) |

| 23 серпня 2022 22:00 (20:00 WEST) |

| Бенфіка                                     | 3:0      | Динамо (Київ) |
| ------------------------------------------- | -------- | ------------- |
| - Отаменді 27' - Рафа Сілва 40' - Нерес 42' | Протокол |               |

| Да Луж, Лісабон Глядачів: 58 705 Арбітр: Клеман Тюрпен (Франція) |

| 16 серпня 2022 22:00 (20:00 BST) |

| Рейнджерс                 | 2:2      | ПСВ                        |
| ------------------------- | -------- | -------------------------- |
| - Чолак 40' - Лоуренс 70' | Протокол | - Сангаре 37' - Обіспо 78' |

| Айброкс, Глазго Глядачів: 49 097 Арбітр: Даніеле Орсато (Італія) |

| 24 серпня 2022 22:00 (21:00 CEST) |

| ПСВ | 0:1      | Рейнджерс   |
| --- | -------- | ----------- |
|     | Протокол | - Чолак 60' |

| Філіпс, Ейндговен Глядачів: 34 893 Арбітр: Шимон Марциняк (Польща) |

## Позначки
1. 1 2  Через участь Білорусі у російському вторгненні в Україну, УЄФА зобов'язали білоруські команди проводити домашні матчі на нейтральному полі та без глядачів до подальших повідомлень.[13][14]
2. ↑  Домашній матч Сутьєски пройшов на стадіоні DG Арена у Подгориця (Чорногорія), оскільки їх домашній стадіон — Градскі у Никшичі — не відповідає вимогам УЄФА.
3. ↑  Домашній матч Тирани пройшов на Ельбасан Арені у Ельбасані (Албанія), оскільки їх домашній стадіон — Сельман Стармасі у Тирані — не відповідає вимогам УЄФА.
4. ↑  Домашній матч Балкані пройшов на стадіоні Фаділь Вокрі у Приштині (Косово), оскільки їх домашній стадіон — Стадіумі і Кутетіт у Сува Реці — не відповідає вимогам УЄФА.
5. ↑  Домашній матч РФШ пройшов на стадіоні Слокас у Юрмалі (Латвія), оскільки їх домашній стадіон — Аркадія у Ризі — не відповідає вимогам УЄФА.
6. ↑  Домашній матч Гіберніанс пройшов на стадіоні Сентенарі у Та-Калі (Мальта), оскільки їх домашній стадіон — Гіберніанс у Паола — не відповідає вимогам УЄФА.
7. 1 2  Домашні матчі Шкупі пройшли на стадіоні Тоше Проескі у Скоп'є (Пн. Македонія), оскільки їх домашній стадіон — Чаїр у Скоп'є — не відповідає вимогам УЄФА.
8. 1 2 3  Домашні матчі Шерифу пройшли на стадіоні Зімбру у Кишиневі (Молдова), замість їх домашнього стадіону — СК «Шериф» у Тирасполі — через залучення Придністров'я у російському вторгненні.
9. 1 2 3  Через російське вторгнення, українські клуби грають домашні матчі на нейтральному полі.
10. ↑  Домашній матч Аполлону пройшов на стадіоні ГСП у Нікосії (Кіпр), оскільки їх домашній стадіон — Ціріон у Лімасолі — не відповідає вимогам УЄФА.
11. ↑  Домашній матч Уніон Сент-Жілуазу пройшов на стадіоні Ден Дреф у Левені (Бельгія), оскільки їх домашній стадіон — Джозеф Марієн у Брюсселі — не відповідає вимогам УЄФА.
12. ↑  Домашній матч Мідтьюлланну у третьому кваліфікаційному раунді пройшов на стадіоні Раннерс у Раннерсі (Данія), оскільки їх домашній стадіон — MCH Арена у Гернінгу — приймає Чемпіонат Світу з верхової їзди 2022 в день матчу.[77]